# Charles Sackville
Charles Sackville, conde de Dorset, 24 de enero de 1638 - 29 de enero de 1706) fue un poeta y cortesano inglés durante el reinado de Carlos II de Inglaterra.

## Mecenazgo
Fue un destacado mecenas para el mundo de las letras, y favoreció la expansión de la literatura de la Restauración inglesa. Uno de sus criados, el joven Robert Gould aprendió a leer y a escribir gracias a Sackville, convirtiéndose más tarde en uno de los más destacados poetas de la época.
Sackville participó en las correrías que dieron reputación a Charles Sedley y a John Wilmot. En 1662, junto a su hermano Edward y otros tres caballeros, fueron acusados del asesinato de un curtidor de nombre Hoppy. Se defendieron alegando que buscaban bandidos y que habían tomado al muerto por uno de ellos. Sus excentricidades molestaban menos a sus contemporáneos que los de otros personajes parecidos: nunca fue un personaje impopular y se dice que Wilmot se quejó una vez a Carlos II de esta diferencia de trato entre ambos. 
En 1665, el conde de Dorset se presentó voluntario para servir a las órdenes del duque de York durante la segunda guerra anglo-holandesa. Fue entonces cuando escribió su poema To all you ladies now at Land, la noche anterior a la victoria de Harwich, el 3 de junio de 1665.
La alegría y el espíritu jovial del conde le proporcionaron una amistad con Carlos II pero no ocurrió lo mismo con Jaime II de Inglaterra. El conde de Dorset se retiró de la corte para regresar por invitación expresa de Guillermo III de Inglaterra que le nombró Lord Chamberlain en 1689 y miembro de la Orden de la Jarretera en 1692.
Sackville, también escritor, fue un protector generoso del mundo literario. Cuando John Dryden perdió su título de poeta laureado le aseguró una pensión que pagaba él mismo. Matthew Prior, en su dedicatoria en sus Poems on Several Occasions (1709) afirma que el poeta Edmund Waller acudía con regularidad a pedir la opinión de Sackville.
- Datos: Q337761
- Multimedia: Charles Sackville, 6th Earl of Dorset / Q337761